# Mobalpa
Mobalpa est une marque française de cuisines équipées, de salles de bains et de rangements. Contraction de Mobilier des Alpes, Mobalpa est une marque du groupe Fournier Habitat, entreprise haut-savoyarde fondée en 1907 par Eugène Fournier et installée à Thônes, en Haute-Savoie.
Le groupe Fournier Habitat a réalisé en 2017 un chiffre d'affaires consolidé de 341 millions d'euros et emploie 1 700 personnes sur plus de huit sites différents à Thônes, Alex, Metz-Tessy et Cran-Gevrier — deux communes de Haute-Savoie ayant fusionné avec Annecy en 2017, et Seclin (Nord).

## Marques du groupe Fournier Habitat
- Mobalpa : cuisines milieu de gamme
- Perene : cuisines haut de gamme
- SoCoo'c : cuisine entrée de gamme

## Histoire
- L'activité commence en 1907
- 2017 : reprise du réseau Hygena 30 magasins sont fermés, 270 personnes font l'objet d'un plan social et 96 points de vente passent sous enseigne SoCoo'c[2].
- 2018 : construction d'une nouvelle usine[3],[4].

## Implantations
- Thônes : trois sites et un showroom de 2 900 m2
- Metz-Tessy
- Alex

Mobalpa vend ses produits au travers d'un vaste réseau d'environ 300 points de vente, principalement en France, mais aussi en Angleterre et en Belgique. Depuis le début de l'année 2019, Mobalpa étend son réseau avec l'ouverture de trois nouveaux points de vente en Espagne.

## Historique des logos

Logo en 1948
Logo jusqu'en octobre 2019
Logo depuis octobre 2019